# Rangers Honiara
El Rangers Honiara es un equipo de fútbol de las Islas Salomón. Juega en la Liga de Honiara.
Fue fundado en la capital Honiara. Y ostenta el reconocimiento de ser el primer club de su país en jugar una competencia internacional.

## Palmarés
- Liga de Honiara (8): 1985, 1988, 1991, 1995, 1996, 1997, 1998, 1999